# جيرمين أندرسون
جيرمين أندرسون (بالإنجليزية: Jermaine Anderson) مواليد 8 فبراير 1983 في تورونتو، هو لاعب كرة سلة كندي. بدأ مسيرته الاحترافية في سنة 2006. يبلغ طوله 6 قدم 2 بوصة (1.9 م).

## المسيرة الاحترافية
لعب مع بروس باسكتس في الدوري الألماني في سنة 2006، ثم لعب مع هاليفاكس رينمين في موسم 2007–2008، ثم لعب مع تايغرز توبينغن في الدوري الألماني في موسم 2008–2009، ثم لعب مع زينيت سانت بطرسبرغ في الدوري الروسي في موسم 2010–2011، ثم لعب مع بانيونيس في سنة 2011، ثم لعب مع بودوشنوست في موسم 2011–2012، ثم لعب مع سيبونا في سنة 2012، ثم لعب مع لوفين براونشفايغ في موسم 2012–2013.

## روابط خارجية
- جيرمين أندرسون على موقع الاتحاد الدولي لكرة السلة (الإنجليزية)
- جيرمين أندرسون على موقع الدوري الإسباني لكرة السلة (الإسبانية)
- جيرمين أندرسون على موقع كرة السلة الأوروبية.كوم (الإنجليزية)
- جيرمين أندرسون على موقع كلية كرة السلة في سبورتس رفرنس.كوم (الإنجليزية)
- جيرمين أندرسون على موقع ريلجم (الإنجليزية)
- جيرمين أندرسون على موقع بروبوليرز (الإنجليزية)
- جيرمين أندرسون على موقع سبورتس رفرنس (الإنجليزية)